# Bella Wagner

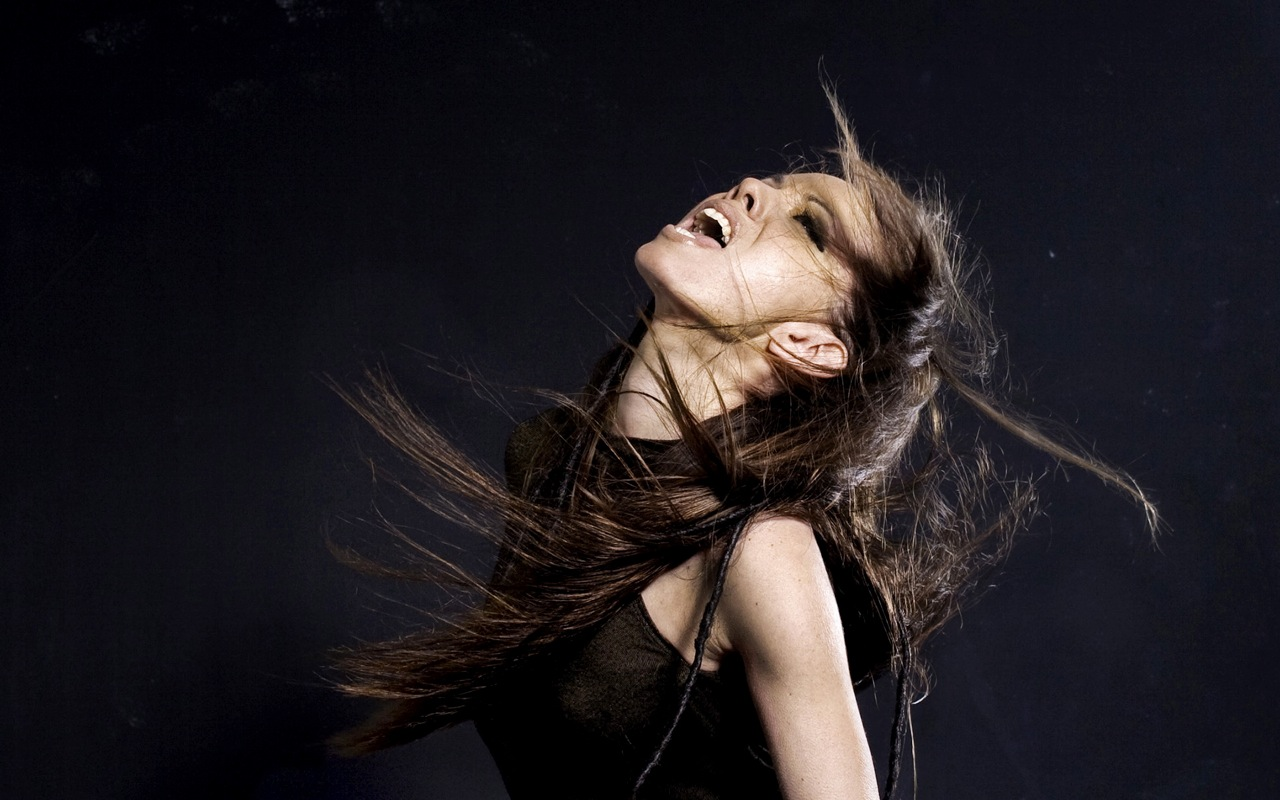
Bella Wagner (2017)

Bella Wagner (* in Wien) ist eine österreichische Sängerin und Songschreiberin.

## Leben
Wagner spricht nach eigenen Angaben fünf Sprachen (deutsch, englisch, slowakisch, kroatisch, ungarisch). Im Juli 2009 trat sie beim Jazz Festival in Montreux auf. 2010 gewann sie den Austrian Newcomer Award. Sie war Leadsängerin der Hallucination Company und trat im Vorprogramm von Lenny Kravitz auf. Nach einem Fernsehauftritt in der RTL-Show Das Supertalent veröffentlichte sie im Dezember 2015 eine Coverversion von „Say Something“ (A Great Big World) und erreichte Platz 8 in den Viva Most Wanted-Charts. Mit Weapons Down (Friedenssong) schaffte sie es ins Finale beim Songcontest-Vorentscheid 2016 auf dem 2. Platz der Jurywertung. Wagner sieht sich als Aktivistin für Frieden und Umwelt und engagiert sich für den Frieden, Erhalt der Natur, die Menschen, und das Leben.
Wagner war im Jahr 2017 für den Amadeus Austrian Music Award in der Kategorie Songwriter des Jahres mit Hovannes Djibian und Masta Huda für Weapons Down nominiert.

## Diskografie (Auswahl)
- 2008: That´s what I like
- 2010: Featuring Bella Wagner